# 곽한얼
곽한얼(1991년 7월 18일 ~ )은 대한민국의 전직 스타크래프트 II 프로게이머이다. MakaPrime이라는 아이디를 사용하며, 종족은 테란이다.

## 역사

### 스타크래프트 II
2010년 프라임팀에 합류하며 스타크래프트 II: 자유의 날개 종목의 게이머로는 처음 모습을 드러냈으며 GSL의 첫 번째 리그인 GSL 시즌2에서 8강을 차지했다. 이어지는 GSL 시즌2에서는 32강, GSL 시즌3에서는 16강의 성적을 거두었다.
그 후 지스타 스타크래프트 II 올스타전 에서는 8강의 성적을 거두었다. 2012년 1월 프랑스 e스포츠 게임단 eSahara로 이적하였다.
2013년 1월 13일 트위터를 통해 은퇴를 발표했다.

## 이슈

### 곽리바바의 유래
2010년 연말 이벤트전에서 곽한얼은 김동현(TSL)을 상대로 전투순양함과 밤까마귀의 조합으로
상대를 압도했다. 이때 자원이 모두 떨어진 곽한얼이 김동현의 멀티지역에 여러기의 지게로봇을 떨어뜨려
자원을 수급했는데 이를 아라비안 나이트의 알리바바와 도적들에 비유해 곽리바바라는 별명이 붙었다.

## 주요성적
- Gsl Inv 1위
- 17173 star2 worldcup 3위
- XPT #5 우승
- 블리즈컨 토너먼트 한국국가대표
- 블리즈컨 토너먼트 8강
- 지스타 올스타 8강
- 2010 TG-Intel 스타크래프트 II OPEN Season 1 8강
- 2010 소니 에릭슨 스타크래프트 II OPEN Season 2 32강
- 2010 소니 에릭슨 스타크래프트 II OPEN Season 3 16강
- 2011 소니 에릭슨 글로벌 스타크래프트 II 리그 Jan. Code S 32강
- 2011 인텔 글로벌 스타크래프트 II 리그 Mar. Code A 32강
- 2011 LG 시네마 3D, 인텔코리아 슈퍼 토너먼트 16강
- 2011 PEPSI 글로벌 스타크래프트 II 리그 Aug. Code A 16강
- 2011 소니 에릭슨 글로벌 스타크래프트 II 리그 Oct. Code A 32강

## 아이디 변경 내력
- 2010년 MakaPrime